# Tutti amano Raymond
Tutti amano Raymond (Everybody Loves Raymond) è una serie televisiva statunitense di nove stagioni, trasmessa negli Stati Uniti dalla CBS dal 1996 al 2005 e in Italia da Canale 5 dal 14 giugno 1999. Viene trasmessa anche in Svizzera su TSI 1, con il titolo Quel tesoro di Raymond.

## Trama
La serie parla di una famiglia statunitense che vive a Long Island. Il protagonista Ray Barone (interpretato da Ray Romano) è un giornalista sportivo che abita insieme a sua moglie Debra Barone e i suoi tre figli (Ally e i due gemelli Geoffrey e Michael). I genitori e il fratello di Ray abitano di fronte e non concedono alla famiglia neanche un momento di pace.

## Episodi
| Stagione         | Episodi | Prima TV USA | Prima TV in italiano |
| ---------------- | ------- | ------------ | -------------------- |
| Prima stagione   | 22      | 1996-1997    | 1999                 |
| Seconda stagione | 25      | 1997-1998    | 1999                 |
| Terza stagione   | 26      | 1998-1999    | 1999-2000            |
| Quarta stagione  | 24      | 1999-2000    | 2002                 |
| Quinta stagione  | 25      | 2000-2001    | 2004                 |
| Sesta stagione   | 24      | 2001-2002    | 2004                 |
| Settima stagione | 25      | 2002-2003    | 2004-2005            |
| Ottava stagione  | 23      | 2003-2004    | 2005                 |
| Nona stagione    | 16      | 2004-2005    | 2008-2009            |

## Personaggi e interpreti (parziale)
- Raymond Albert "Ray" Barone, interpretato da Ray Romano, doppiato da Massimo Rossi.
Abita a Long Island con sua moglie Debora Barone (Patricia Heaton) ed i suoi figli Amy e i gemelli Geoffrey e Michael. Scrive sul Newsday (in realtà un giornale che esiste ed è davvero molto popolare a New York), come giornalista sportivo. Perseguitato dai suoi vicini: sua madre Marie Barone, suo padre Frank Barone e suo fratello Robert Barone che dapprima abita con i genitori ma che poi si trasferisce. Il suo sport preferito è tra l'altro il golf con cui gioca soprattutto con suo fratello. Ray Romano interpreta il personaggio anche al di fuori della sit-com che lo vede protagonista, lo troviamo, infatti, anche in: The King of Queens,[2] La tata e ne I Simpson.

## Produzione
Ogni episodio è stato girato in una settimana: il lunedì avveniva la lettura della sceneggiatura; martedì vi erano; la prova degli attori e la modifica della sceneggiatura; mercoledì la CBS ripercorreva le prove degli attori; giovedì vi era il blocco telecamera e venerdì le riprese.
Will Mackenzie, regista della seconda, la terza e la quarta stagione, ha affermato che gli scrittori erano così efficienti che le sceneggiature di tredici episodi erano state completate prima dell'effettiva messa in onda della stagione.
Garrett ha paragonato i metodi di improvvisazione della serie a quelli del cast di Seinfeld.

## Distribuzione
La serie è stata trasmessa negli Stati Uniti dalla CBS dal 13 settembre 1996 al 16 maggio 2005, e in Italia da Canale 5 dal 14 giugno 1999. Nell'estate 2008, Canale 5 ha trasmesso i 16 episodi della nona stagione fermandosi però senza aver trasmesso gli ultimi due episodi in assoluto della serie; i due episodi restanti sono andati in onda il 27 giugno e il 4 luglio 2009.

## Riconoscimenti (parziale)
- Premio Emmy
  - 2000 - Miglior attrice di una serie televisiva comica per Patricia Heaton
  - 2001 - Miglior attrice di una serie televisiva comica per Patricia Heaton
  - 2001 - Miglior attrice non protagonista di una serie televisiva comica per Doris Roberts
  - 2002 - Miglior attore di una serie televisiva comica per Ray Romano
  - 2002 - Miglior attrice non protagonista di una serie televisiva comica per Doris Roberts
  - 2002 - Miglior attore non protagonista di una serie televisiva comica per Brad Garrett
  - 2003 - Migliore serie televisiva comica
  - 2003 - Miglior attrice non protagonista di una serie televisiva comica per Doris Roberts
  - 2003 - Miglior attore non protagonista di una serie televisiva comica per Brad Garrett
  - 2003 - Miglior scenario per l'episodio Baggage
  - 2005 - Migliore serie televisiva comica
  - 2005 - Miglior attrice non protagonista di una serie televisiva comica per Doris Roberts
  - 2005 - Miglior attore non protagonista di una serie televisiva comica per Brad Garrett
- Screen Actors Guild
  - 1999
  - 2000
  - 2002
  - 2006
- Writers Guild of America
  - 2002 - Miglior episodio comico dell'anno a Philip Rosenthal per l'episodio Italy

## Citazioni e omaggi
- La serie viene citata più volte dall'attore Paul Rudd nei suoi film, in particolare 40 anni vergine e Molto incinta, dove la elogiava dicendo "il matrimonio è tipo una versione tesa e sgradevole di Tutti amano Raymond, ma non dura 22 minuti... Dura per sempre!"
- La serie viene storpiata nell'episodio della quattordicesima stagione della serie poliziesca processuale Law & Order - I due volti della giustizia, Tutti amano Raimondo.